# Mallos
Mallos is een geslacht van spinnen uit de familie kaardertjes (Dictynidae). Er zijn ongeveer 16 soorten, die voorkomen in Noord-, Midden- en Zuid-Amerika; van de Verenigde Staten en Mexico via Costa Rica en Panama tot Venezuela en Peru.
Van de soort Mallos gregalis is bekend dat de spinnen sociaal zijn en in groepen leven, dit in tegenstelling tot vrijwel alle andere spinnen die juist zeer kannibalistisch zijn en een soortgenoot direct aanvallen.

## Soorten
- Mallos blandus Chamberlin & Gertsch, 1958
- Mallos bryantae Gertsch, 1946
- Mallos chamberlini Bond & Opell, 1997
- Mallos dugesi (Becker, 1886)
- Mallos flavovittatus (Keyserling, 1881)
- Mallos gertschi Bond & Opell, 1997
- Mallos gregalis (Simon, 1909)
- Mallos hesperius (Chamberlin, 1916)
- Mallos kraussi Gertsch, 1946
- Mallos macrolirus Bond & Opell, 1997
- Mallos margaretae Gertsch, 1946
- Mallos mians (Chamberlin, 1919)
- Mallos nigrescens (Caporiacco, 1955)
- Mallos niveus O. P.-Cambridge, 1902
- Mallos pallidus (Banks, 1904)
- Mallos pearcei Chamberlin & Gertsch, 1958